# Ho (ètnia)
Els ho són una ètnia aborigen de Jharkhand, emparentada als mundes, bhumijs i santals. El nom "ho" (hord en mundari) vol dir "home" en llengua pròpia dels hos, la qual és similar a la llengua mundari.
El 1901 eren 386.000 i actualment es calcula que són uns 800.000, els tribals més nombrosos després dels santals, oraons, i mundes. Hi hauria a més a més uns 200.000 hos a Orissa, i alguns altres a Bengala el que donaria en total un nombre d'1.077.000 com a parlants de la llengua ho. Són l'ètnia principal a Kolhan al districte de Singhbhum, que van conquerir als seus anteriors habitants i van defensar contra tots fins a l'arribada dels britànics després del 1765. Foren sotmesos pels britànics a l'inici del segle xix. Se'ls va anomenar com Larka Kols (kols lluitadors, els kols són una altra ètnia de la zona). Són animistes (91%). Com que el dot és molt car moltes dones es queden sense casar.
Els hos van entrar al districte de Singhbhum al segle xiii o xiv i van eliminar els bhuiyes. Encara que l'àrea era considerada dins l'Imperi Mogol, aquest mai hi va exercir jurisdicció efectiva. Al segle xviii van lluitar contra el raja de Chota Nagpur i el de Mayurbhanj i van conservar la independència. Chhota Nagpur fou cedida als britànics el 1765 junt amb Bihar, Orissa i Bengala. El raja ho de Singhbhum va demanar protecció al resident britànic a Midnapore (1767) però fins al 1820 no es va reconèixer feudatari britànic.
Els hos van trencar els acords el 1830 i van participar en la revolta dels kols amb els mundes (1831-1833) provocada per l'opressió dels adivasis pels terratinents; als rebels es van unir els oraons; les cases dels dikku (estrangers terratinents) foren cremades i molta gent va morir; els britànics van haver de dominar la revolta amb les forces del capità Wilkinson; un grup sota el coronel Richards va entrar a Singhbhum el novembre de 1836 i als tres mesos els darrers guerres s'havien rendit. El 1857 els ho van donar suport al raja de Porahat revoltat contra els britànics però la revolta fou liquidada el 1859.